# Jarosław Zyskowski
Jarosław Zyskowski, né le 2 mai 1964, à Białystok, en Pologne, est un joueur et entraîneur de basket-ball polonais. Il évolue durant sa carrière au poste d'ailier fort. 

## Palmarès
- Champion de Pologne 1992, 1993, 1994, 1998, 1999